# Луисвил (Тексас)
Луисвил (енгл. Lewisville) град је у америчкој савезној држави Тексас. По попису становништва из 2010. у њему је живело 95.290 становника.

## Демографија
Према попису становништва из 2010. у граду је живело 95.290 становника, што је 17.553 (22,6%) становника више него 2000. године.
| Група             | 2000.          | 2010.          |
| Белци             | 53.706 (69,1%) | 47.280 (49,6%) |
| Афроамериканци    | 5.747 (7,4%)   | 10.661 (11,2%) |
| Азијати           | 3.028 (3,9%)   | 7.392 (7,8%)   |
| Хиспаноамериканци | 13.799 (17,8%) | 27.783 (29,2%) |
| Укупно            | 77.737         | 95.290         |